# Olivier Barrault
Pour les articles homonymes, voir Barrault.

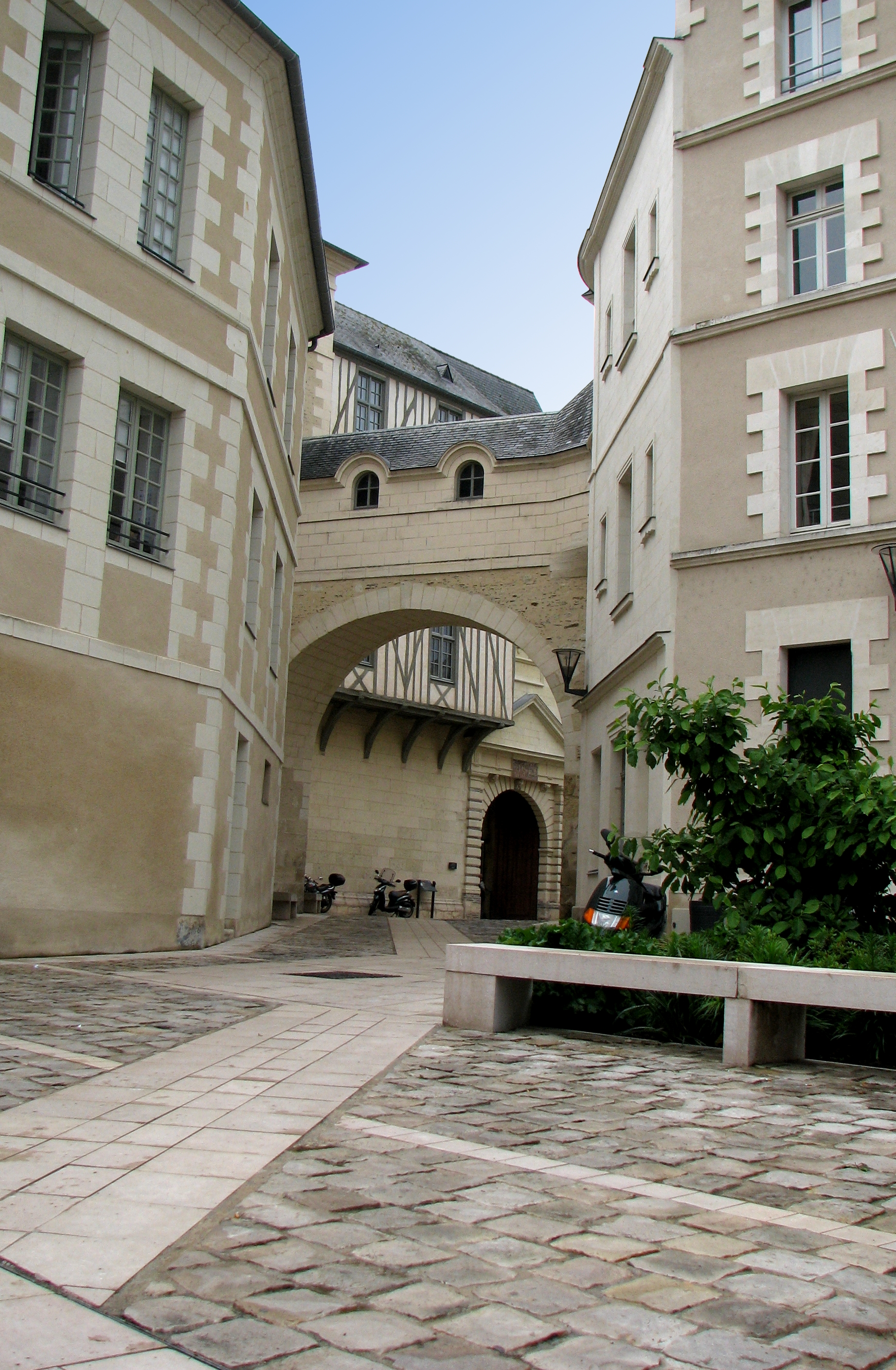
Le logis Barrault à Angers, demeure d'Olivier Barrault

Olivier Barrault, trésorier du roi, maire d’Angers et trésorier en la chambre des comptes de Bretagne.
Olivier Barrault fut un riche financier angevin de la fin du XVesiècle et début du XVIesiècle.
Il fut élu maire d'angers à plusieurs reprises : 1497-1498, réélu en 1504-1505, et de nouveau de 1505 à 1506.
Il se fit édifier un hôtel particulier en plein cœur de la cité d'Angers, le Logis Barrault, monument aux caractéristiques de l'époque, les façades illustrent les derniers fastes du gothique flamboyant, tandis  que le plan entre cour et jardin annonce la Renaissance française.
En 1498, Olivier Barrault, premier magistrat de la cité d'Angers, accueillit, chez lui, dans son logis Barrault, César Borgia ainsi que la reine Anne de Bretagne et le roi Louis XII de France.
Il se maria avec Perronnelle Briçonnet, nièce de l'évêque de Saint-Malo Guillaume Briçonnet, fille et petite fille de noblesse Tourangelle. Il eut des enfants, notamment Pierre VII de Lodève, évêque de Lodève.